# Dwarapalli, Chintamani
Dwarapalli là một làng thuộc tehsil Chintamani, huyện Kolar, bang Karnataka, Ấn Độ.